# Colpochila longior
Colpochila longior är en skalbaggsart som beskrevs av Blackburn 1906. Colpochila longior ingår i släktet Colpochila och familjen Melolonthidae. Inga underarter finns listade i Catalogue of Life.